# Johnathon Schaech

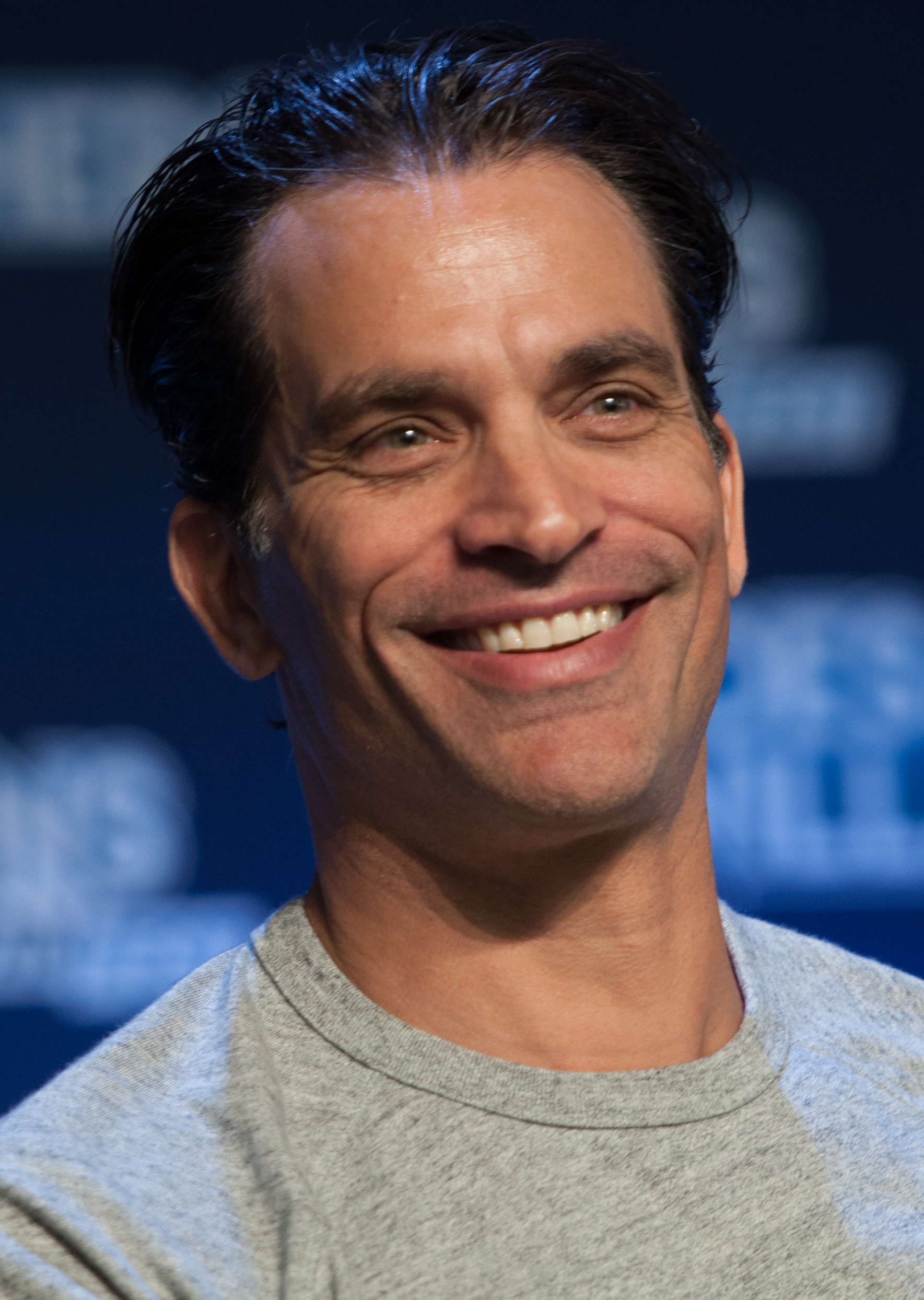
Johnathon Schaech (2016)

Johnathon Schaech (* 10. September 1969 in Edgewood, Maryland) ist ein US-amerikanischer Schauspieler, Drehbuchautor und Filmproduzent.

## Leben
Johnathon Schaech hatte seine erste größere Rolle in dem Film Ein amerikanischer Quilt von 1995. Hiernach folgten That Thing You Do! von Tom Hanks und Eisige Stille mit Jessica Lange und Gwyneth Paltrow. 1998 erhielt er für Woundings und 2001 für sein Regiedebüt Comforters, Miserable je eine Auszeichnung des New York International Independent Film & Video Festival. Nach Filmen wie The Forsaken – Die Nacht ist gierig und 8mm 2 – Hölle aus Samt gründete Schaech die Produktionsfirma Chesapeake Films. Zurzeit arbeitet er unter anderen an Verfilmungen der Stephen-King-Werke From a Buick 8 und Black House.
Von 2001 bis 2007 war Schaech mit Christina Applegate verheiratet. 2010 heiratete er die Schauspielerin Jana Kramer. Die Ehe hielt allerdings nur einen Monat, bis Kramer die Scheidung einreichte.
Johnathon Schaech wird auch unter den Namen John Schaech, Jonathan Schaech und Jonathon Schaech gelistet.

## Filmografie (Auswahl)
Schauspieler
- 1993: Zeffirellis Spatz (Storia di una capinera)
- 1995: The Doom Generation
- 1995: Ein amerikanischer Quilt (How to Make an American Quilt)
- 1996: Poison Ivy II
- 1996: That Thing You Do!
- 1996: Invasion of Privacy – Tödliche Umstände
- 1997: Welcome to Woop Woop
- 1998: Eisige Stille (Hush)
- 1998: Finding Graceland – Unterwegs mit Elvis (Finding Graceland)
- 1999: The Last Witness – Nur tote Zeugen schweigen (Fernsehfilm)
- 1999: Splendor
- 1999: City, Friends & Sex
- 1999–2000: New York Life – Endlich im Leben! (Time of Your Life, Fernsehserie, 19 Folgen)
- 2001: Outer Limits – Die unbekannte Dimension (The Outer Limits, Fernsehserie, Folge 7x09)
- 2001: The Forsaken – Die Nacht ist gierig (The Forsaken)
- 2004: Judas und Jesus (Judas)
- 2004: Tagebuch für Nicholas (Suzanne’s Diary for Nicholas)
- 2005: 8mm 2 – Hölle aus Samt (8MM 2)
- 2006: Road House 2
- 2007: Nora Roberts – Verschlungene Wege (Angels Fall)
- 2008: Living Hell
- 2008: Prom Night
- 2008: Quarantäne (Quarantine)
- 2008: Living Hell – Das Grauen hat seine Wurzeln
- 2009: Cold Case – Kein Opfer ist je vergessen (Cold Case, Fernsehserie, Folge 6x19)
- 2009: Laid to Rest
- 2010: Takers – The Final Job (Takers)
- 2011: 5 Days of War
- 2013: Ray Donovan (Fernsehserie, 5 Folgen)
- 2013: Phantom
- 2013: The Client List (Fernsehserie, 6 Folgen)
- 2014: Star-Crossed (Fernsehserie, 8 Folgen)
- 2014: The Legend of Hercules
- 2014: Flug 7500 – Sie sind nicht allein (Flight 7500)
- 2014: The Prince – Only God Forgives (The Prince)
- 2015: Sleepy Hollow (Fernsehserie, Folge 2x15)
- 2015: Quantico (Fernsehserie, 2 Folgen)
- 2016: Legends of Tomorrow (Fernsehserie, 3 Folgen)
- 2017: Jackals
- 2018: Reprisal – Nimm dir, was dir gehört! (Reprisal)
- 2018: Day of the Dead: Bloodline
- 2019: Batwoman (Fernsehserie, 1 Folge)
- 2020: The Night Clerk – Ich kann dich sehen (The Night Clerk)
- 2021: Triumph
- 2023: Suitable Flesh